# Ponte da Olândia
A Ponte da Olândia (em sueco: Ölandsbron;  PRONÚNCIA) é uma ponte rodoviária que atravessa o estreito de Kalmar, ligando a cidade de Kalmar, na Suécia continental,  à localidade de Färjestaden,  na ilha sueca de Olândia.

É a maior ponte existente no território sueco, com uma extensão de 6 072 m. Tem 36 m de altura do vão acima do nível da água e está apoiada em 153 pilares. Foi inaugurada em 1972.